# 普斯托米季 (戈羅霍夫區)
50°35′12″N 24°51′40″E / 50.58667°N 24.86111°E
普斯托米季（烏克蘭語：Пустомити）是烏克蘭的村落，位於該國西部沃倫州，由盧茨克區負責管轄，始建於1545年，面積12.36平方公里，海拔高度225米，2001年人口644。